# مشروع مكتبة أهل البيت الإسلامية الرقمية
مشروع مكتبة أهل البيت (ع) الرقمية هي منظمة شيعية غير ربحية تضم أعمال مجموعة من المتطوعين الدوليين. وهي تدير موقع Al-Islam.org؛ الذي يهدف إلى رقمنة الموارد المتعلقة بالتاريخ والقانون والمجتمع للدين الإسلامي، مع التركيز بشكل خاص على المدرسة الإسلامية الشيعية الاثني عشرية. ويحاول موقع الإسلام أيضًا أن يكون بمثابة موقع للتعريف بالإسلام لغير المسلمين.
المنظمة هي مؤسسة خيرية عامة من نوع501(c)(3) وأُنشئت من متطوعين ساهموا بالمواد. يتم دعم معهد الدراسات الإسلامية وموقع Al-Islam.org من متبرعين أفراد. وذكرت جمعية أهل البيت عليهم السلام أن هدفها هو تشجيع البحث في الإسلام.

## التاريخ
تأسست المنظمة في عام 1996.
منذ إطلاقه، فإن موقع الإسلام هو الموقع الأول في قائمة ياهو للمواقع الشيعية من حيث الشعبية.

## المحتوى
تتكون المكتبة الرقمية المجانية من أكثر من 800 مورد بلغات مختلفة، مثل الإسبانية والإيطالية والسواحيلية والعربية والأردية والغوجاراتية، ساهم بها المتطوعون. وتعمل جمعية أهل البيت أيضًا على مشروع الموسوعة الشيعية، ومشروع واقعة غدير خم، ومشروع البحث في تحريف النصوص الإسلامية. ورغم أنها لا تمتلك حقوق الطبع والنشر للنصوص الرقمية، فقد حصلت على الإذن بتصحيح المواد. يحتوي قسم الوسائط المتعددة في موقع الإسلام على مجموعة من الموارد الصوتية والمرئية. تتكون المكتبة الرقمية لأهل البيت من أكثر من 4000 مصدر مجاني.

## المشاريع
يعمل فريق أهل البيت على مشاريع منها:

### القرآن الكريم متعدد اللغات
قسم القرآن الكريم متعدد اللغات في المشروع هو عبارة عن قرآن يمكن البحث فيه مع ترجمة باللغة الإنجليزية بالإضافة إلى تعليق من آغا بويا ومير أحمد علي. ويشمل أيضًا الترجمات والتصفح حسب الموضوع.

### مشروع غدير خم
دراسة علمية لحدث تعيين الإمام علي خليفةً. تركز الدراسة على دراسة سلسلة الرواة وحديث الغدير.

## طالع أيضًا
- مركز آل البيت العالمي للمعلومات[الإنجليزية]

## روابط خارجية
- "Al-Islam.org by the Ahlul Bayt DILP – Home". مؤرشف من الأصل في 2025-06-01.
- archived[وصلة مكسورة] and part of the Minerva project of the Library of Congress
- MENALIB|Middle East Virtual Library Ahlul Bayt Digital Islamic Library Project (DILP)